# Thomas Braumann
Thomas Braumann (* 11. März 1953 in Bremen) ist ein deutscher Basketballfunktionär.

## Leben
Braumann studierte an der Universität Hamburg Biologie und Chemie, an der Universität Bremen promovierte er im Fach Biochemie. Beruflich war er in der Tabakindustrie tätig, 1997 wechselte er zur Frosta AG, dort stieg er 2001 zum Vorstandsvorsitzenden auf, im Herbst 2003 schied er aus dem Amt, nachdem der Umsatz des Unternehmens stark zurückgegangen war und machte sich anschließend als Unternehmensberater selbständig.
Als Basketballfunktionär war Braumann ab 2002 bei den Eisbären Bremerhaven tätig, zuletzt als Vorsitzender des Beirates der Betreibergesellschaft Eisbären Bremerhaven Marketing GmbH legte dieses Amt aber nieder, als er im September 2006 Präsident der Arbeitsgemeinschaft Basketball-Bundesliga wurde. Am 30. Juni 2014 legte er das Amt sowie jenes als Aufsichtsratsvorsitzender der BBL GmbH nieder. Er war im Zuge der Vertragsverlängerung des damaligen Ligageschäftsführers Jan Pommer in die Kritik geraten und hatte im Frühjahr 2014 eingeräumt, diesbezüglich einen Fehler gemacht zu haben. Braumann blieb nach seinem Rücktritt als Bundesliga-Präsident sowie Aufsichtsratsvorsitzender jedoch Vorsitzender des Lizenzligaausschusses.
Im April 2015 wurde Braumann zum Ehrenpräsidenten der AG Basketball-Bundesliga ernannt sowie im Juni 2015 mit der Goldenen Ehrennadel des Deutschen Basketball-Bundes ausgezeichnet.